# Westermannia melanoconica
Westermannia melanoconica is een vlinder uit de familie visstaartjes (Nolidae). De wetenschappelijke naam van deze soort is voor het eerst geldig gepubliceerd in 1913 door Bryk.
De soort komt voor in tropisch Afrika.